# 차별적 가격정책
차별적 가격정책(差別的價格政策) 은 동일 종류의 상품의 매가를 일정한 기준에 의하여 차별하는 가격정책이다. 순이론적으로는 수급이 일치한 점에서 가격이 결정되고 모든 거래는 그 가격으로 이루어지는데, 경우에 따라서는 어떤 조건을 붙여 구매력이 있는 자에게는 비싸게 팔고 구매력이 적거나 특별한 자에게 대해서는 싸게 팔아서 실질적인 이익의 증가를 꾀하려 한다. 